# Neubaufahrzeug
O Panzerkampfwagen Neubaufahrzeug ("novo veículo de construção" — um nome falso), abreviado como PzKpfw Nb.Fz, foi uma série de protótipos de tanques alemães e uma primeira tentativa de criar um tanque médio para a Wehrmacht depois que Adolf Hitler chegou ao poder. Com múltiplas torres, pesados e lentos, eles não foram considerados bem-sucedidos, o que levou à produção de apenas cinco. Eles foram usados principalmente para fins de propaganda e treinamento, embora três tenham participado da Batalha da Noruega em 1940.
Fotos do Neubaufahrzeuge foram exibidos com diferentes modelos de torre e orientações para enganar espiões aliados; agentes americanos e soviéticos relataram independentemente que os alemães tinham dois novos tanques pesados, o Panzer V e VI. Na realidade, esses tanques eram bem diferentes do Panzer V Panther e do Panzer VI Tiger. 

## Desenvolvimento

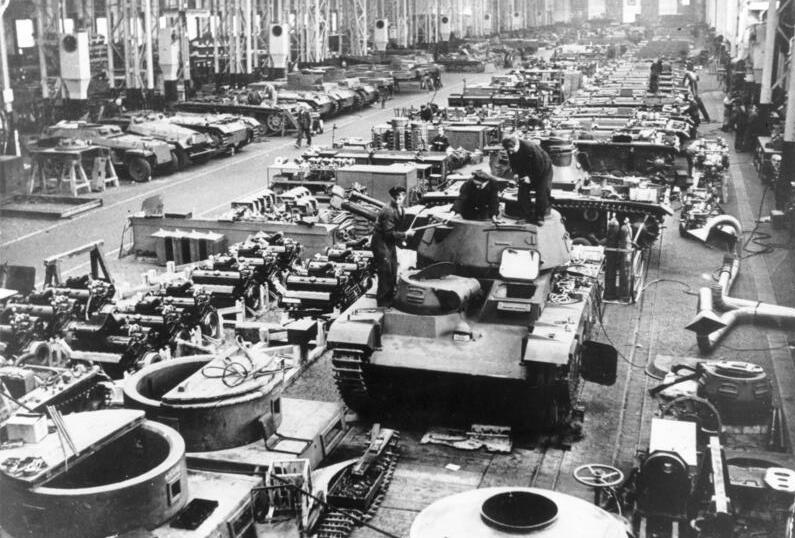
Os Neubaufahrzeug enquanto eram reparados.

O desenvolvimento do Neubaufahrzeug começou em 1932 quando a Wa Prüf 6 estabeleceu especificações de projeto para um novo tanque de 15 toneladas a ser conhecido como "mittlere Traktor". Tinha muitas conexões com o Großtraktor anterior, utilizando muitos dos mesmos componentes, incluindo o motor e a transmissão. Inicialmente, tanto a Krupp quanto a Rheinmetall foram solicitadas a apresentar propostas, mas após o fim dos testes do Großtraktor protótipos, durante os quais o veículo da Rheinmetall provou ser superior aos outros, a Krupp receberia apenas um contrato para o projeto de uma torre, enquanto a Rheinmetall projetaria tanto o chassi quanto a torre. O projeto da torre da Rheinmetall tinha um formato arredondado e era armado com um canhão de 3,7cm acima do canhão de 7,5cm, enquanto a torre da Krupp era mais retangular e tinha o canhão de 3,7cm montado ao lado do canhão de 7,5cm. Ambas as torres também estavam armadas com uma metralhadora coaxial MG-34, junto com as duas subtorres na frente e na traseira do tanque. 
O Neubaufahrzeug passou por uma série de mudanças de nome, incluindo "Groß Traktor Nachbau", "Mittlerer Traktor Neubau", e "Neubau Fahrzeug" em 1933, e "Neubau-Panzerkampfwagen IV" em abril de 1940. O Neubaufahrzeug nunca foi oficialmente chamado de Panzerkampfwagen V ou VI. 
Dois tanques de teste de aço macio foram construídos pela Rheinmetall em 1934. O primeiro protótipo usou o projeto de torre da própria Rheinmetall, enquanto o segundo protótipo usou o projeto de torre da Krupp, que foi montado em 1935. Mais três tanques foram construídos em 1936 com blindagem adequada, todos com o projeto de torre de Krupp. As subtorres também foram redesenhadas por um terceiro contratante. 
O Neubaufahrzeug foi projetado para cumprir a função de um tanque médio na força blindada em desenvolvimento da Alemanha, mas provou ter muitos problemas com sua tração frontal e motor aeronáutico para essa função. Mas mesmo com todas as suas falhas, o Neubaufahrzeug forneceu informações sobre o projeto de tanques que foram valiosas para o próximo projeto de tanque médio alemão, o Begleitwagen (“veículo de acompanhamento”), que entraria em serviço como Panzer IV. 

## Histórico de serviço

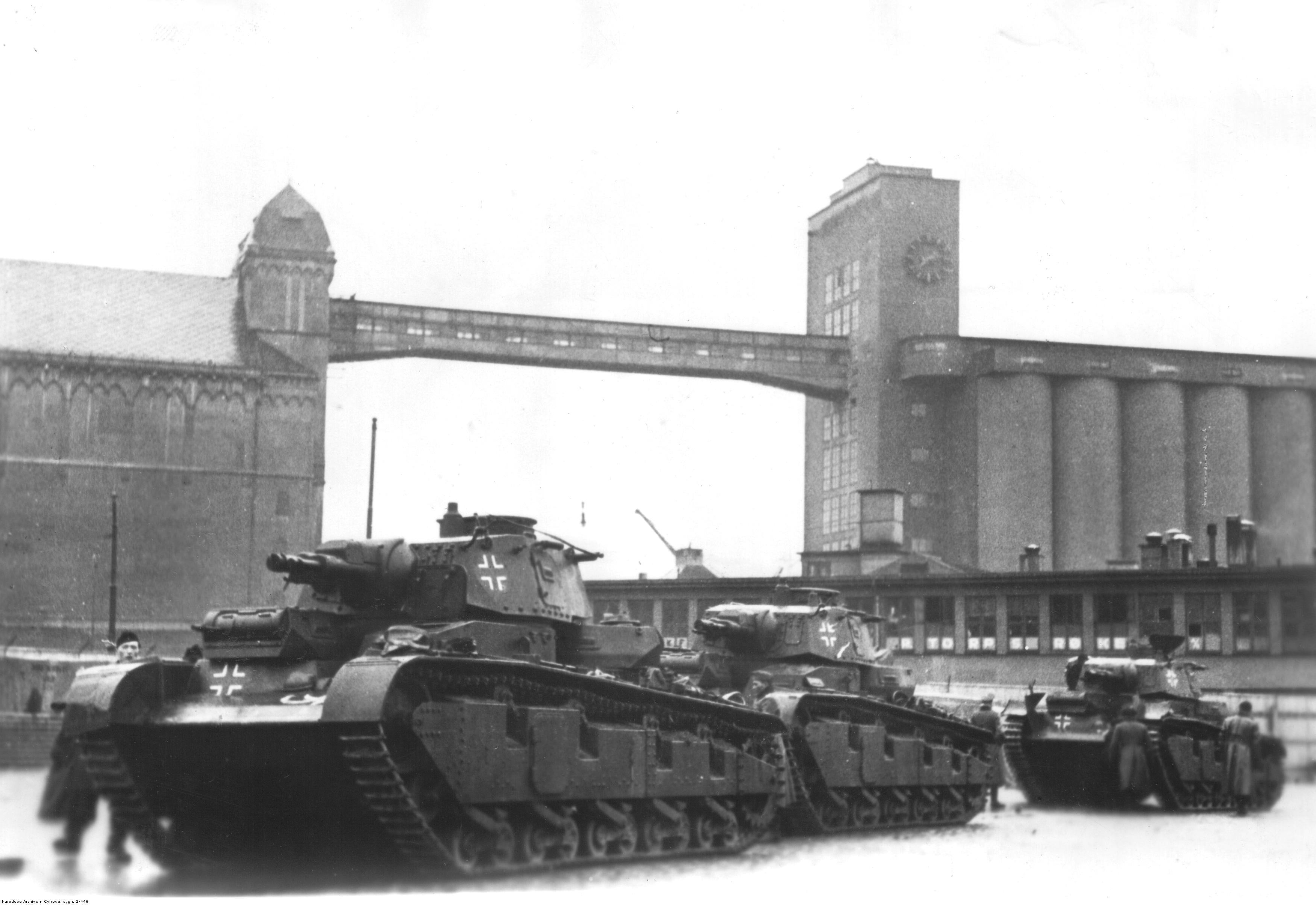
Três Neubaufahrzeuge chegando ao porto de Oslo, em abril de 1940.

Embora esses tanques nunca tenham sido colocados em produção, eles serviram como ferramenta de propaganda para a Alemanha Nazista, sendo exibidos, por exemplo, na Exposição Internacional do Automóvel em Berlim, em 1939.
Este papel de propaganda foi ampliado com a invasão alemã da Noruega, quando o <i id="mwZQ">Panzer Abteilung zbV</i> <i>40</i> (40º Batalhão de Tanques de Propósito Especial) foi formado para apoiar a invasão, e os três Neubaufahrzeuge foram designados para aquela unidade. Um veículo foi atribuído ao Kampfgruppe Fischer avançando para o norte através do Vale de Østerdalen, enquanto os outros dois foram designados para o Kampfgruppe Pellengahr avançando pelo Vale Gudbrand. Aquele atribuído ao Kampfgruppe Fischer foi imobilizado com problemas mecânicos a caminho de Lillehammer, enquanto um dos dois foi designado para o Kampfgruppe Pellengahr também teve problemas mecânicos ao norte de Lillehammer. Apenas um tanque realmente chegou à frente; ele foi imediatamente colocado em ação com a força alemã avançando pelo Vale de Gudbrand com outros elementos do Panzer Abteilung z.b.V. 40. 
O Neubaufahrzeuge viu o primeiro combate contra posições britânicas e norueguesas em 22 de abril, perto da colina Balberg, no extremo sul do Vale de Gudbrand, 7km ao norte de Lillehammer. A Força Expedicionária Britânica estava equipada com fuzis antitanque Boys calibre 0,55 polegadas que penetravam facilmente no Neubaufahrzeug. Após dezenas de ataques, incluindo um que matou um membro da tripulação, o tanque recuou e a tripulação hesitou em avançar mais. Outras unidades alemãs avançaram ainda mais, flanqueando as forças britânicas e forçando-as a recuar.
Não está claro o que aconteceu com os tanques após a campanha da Noruega, mas nenhum deles sobreviveu à guerra. Os veículos sobreviventes foram ordenados a serem desmantelados em 1941, o que ocorreu em 1942, de acordo com documentos capturados pelos britânicos em 1945. As datas em que os veículos foram desmantelados não são claras, mas acredita-se que o início da construção dos protótipos Sturer Emil datam da mesma época.
De acordo com fontes alemãs contemporâneas, três NbFz foram anexados ao 1º Exército Panzer e destruídos em batalha com tanques soviéticos BT-7 na Ucrânia soviética em junho de 1941. O último Neubaufahrzeug sobrevivente conhecido foi usado por uma unidade de instrução (Lehr), no final de 1944, como alvo para treinar a Volkssturm no uso do Panzerschreck (Raketenpanzerbüchse 54) e outras armas antitanque.
Tudo o que resta desses tanques é um pequeno número de peças do trem de rolamento, preservadas no Gudbrandsdal Krigsminnesamling (Coleção do Memorial da Guerra do Vale de Gudbrand), em Kvam, na Noruega. 